# پولیاکوفکا
پولیاکوفکا (انگلیسی: Polyakovka) یک شهرک در شهرستان داولکانوفسکی در استان باشقیرستان کشور روسیه است.